# 格里亞濟
53°01′N 39°09′E / 53.017°N 39.150°E
格里亞濟（俄语：Гря́зи）是俄羅斯利佩茨克州的一個城市，位於利佩茨克東南30公里。2002年人口47,478人。
格里亞濟於19世紀下半葉建立，1938年正式設市。